# Zeta Scuti
Zeta Scuti (ζ Scuti, förkortad Zeta Sct, ζ Sct), som är stjärnans Bayer-beteckning, är en dubbelstjärna i västra delen av stjärnbilden Skölden. Den har en skenbar magnitud av 4,66 och är synlig för blotta ögat där ljusföroreningar ej förekommer. Baserat på parallaxmätning inom Hipparcosuppdraget på ca 15,8 mas, beräknas den befinna sig på ett avstånd av ca 210 ljusår (63 parsek) från solen. Den rör sig närmare solen med en radiell hastighet på -5 km/s.

## Egenskaper
Primärstjärnan Zeta Scuti A är en gul till vit jättestjärna av spektralklass G9 IIIb Fe-0.5 där suffixnotationen anger att spektret visar ett lätt underskott av järn. Den har en massa som är ca 30 procent större än solens massa, en radie som är ca 9 gånger solens radie och avger ca 62 gånger mer energi än solen från dess fotosfär vid en effektiv temperatur på ca 4 750 K.
Zeta Scuti är en astrometrisk dubbelstjärna med en omloppsperiod av 6,5 år (2 374 dygn) och en excentricitet av 0,10.